# Алгоритъм за получаване на n-мерна матрица на ротация
Алгоритъмът за получаване на n-мерна матрица на ротация (NRMG алгоритъм) дава възможност за създаване на матрица за ротация на зададен n-мерен вектор X по посоката на зададен n-мерен вектор Y, т.е. за създаване на матрица M, която удовлетворява уравнението
{\displaystyle Y_{x}=MX}
където {\displaystyle Y_{x}} има същата норма като вектора {\displaystyle X} и същата посока като {\displaystyle Y}, т.е. {\displaystyle \|Y_{x}\|=\|X\|} ({\displaystyle \cos Y_{x}},{\displaystyle Y=1}).
NRMG алгоритъмът включва следната последователност от операции:
- Получаване на матрица на ротация {\displaystyle M_{x}}, която извършва ротация на зададения вектор X по посока на координатната ос x1.
- Получаване на матрица на ротация {\displaystyle M_{y}}, която извършва ротация на зададения вектор Y по посока на координатната ос x1.
- Получаване на матрица на ротация {\displaystyle M}, която извършва ротация на зададения вектор X по посока на зададения вектор Y както следва:

{\displaystyle M=M_{y}^{-1}M_{x}=M_{y}^{T}M_{x}}
Както се вижда в даденото по-горе описание, базовата операция на NRMG алгоритъма е ротацията на n-мерен вектор по посока на една от координатните оси (напр. по посока на оста {\displaystyle x_{1}}).
В  е даден примерен код на Matlab за получаване на n-мерна матрица на ротация по зададени n-мерни вектори X и Y с използване на NRMG алгоритъма.

## Ротация наn-мерен вектор по посока на остаx1{\displaystyle x_{1}}
Ротация на зададен n-мерен вектор по посока на една от координатните оси (напр. по посока на оста {\displaystyle x_{1}}) може да се извърши посредством n − 1 последователни ротации (xn−k, xn−k+1), k = 1,...,n − 1 чрез умножение с матрици на Гивънс {\displaystyle G(n-k,n-k+1,\theta _{n-k})}, в които коефициентите S = sin(θn−k) и C = cos(θn−k) се изчисляват както следва:
{\displaystyle {\begin{cases}\sin(\theta _{n-k})=-{\frac {x_{n-k+1}}{\sqrt {x_{n-k}^{2}+x_{n-k+1}^{2}}}},\cos(\theta _{n-k})={\frac {x_{n-k}}{\sqrt {x_{n-k}^{2}+x_{n-k+1}^{2}}}},\quad if\quad x_{n-k}^{2}+x_{n-k+1}^{2}>0\\\sin(\theta _{n-k})=0,\cos(\theta _{n-k})=1,\quad if\quad x_{n-k}^{2}+x_{n-k+1}^{2}=0\end{cases}}}
След всяка ротация в текущата координатна равнина (xn−k, xn−k+1) се получава вектор, който е ортогонален на координатната ос xn−k+1. Така последователните ротации в координатните равнини (xn−k, xn−k+1), k = 1,...,n − 1 дават вектор, който е ортогонален на всички координатни оси с изключение на x1. Матрицата на ротация {\displaystyle M_{x}} се получава като произведение на матриците на Гивънс {\displaystyle G(n-k,n-k+1,\theta _{n-k}),\ k=1,\ldots ,n-1,} както следва:
{\displaystyle M_{x}=\prod _{k=1}^{n-1}G(n-k,n-k+1,\theta _{n-k})}
Дължината rX = {\displaystyle \parallel X\parallel } на зададения вектор X и ъглите на ротации θ1, ..., θn-1 от горната формула са всъщност координатите на вектора X, представен в хиперсферична координатна система като XS = [rX, -θ1, ..., -θn-1]T. Ъглите на ротации са включени с отрицателен знак, защото при ротация на зададен вектор по посока на координатна ос x1 ротациите в координатните равнини се извършват от вектора към координатните оси, докато при представянето на вектора в хиперсферична координатна система ъглите се отчитат в обратна посока – от осите към вектора.